# Cortex rhinal
Le cortex rhinal et le cortex parahippocampique sont situées dans le lobe temporal médian (voir lobe temporal), le long de la scissure rhinale, en dessous de l’hippocampe. Le cortex rhinal est lui-même composé de deux sous-régions appelées : cortex entorhinal (aire 28 de Brodmann) et cortex périrhinal. 

## Fonctions

### Olfaction
Les voies olfactives issues du bulbe olfactif où est traduit le message chimique en message nerveux (transduction), se projettent sur différentes régions du cortex où les informations sensorielles seront traitées. Le cortex temporal médian est le lieu de ce premier traitement, dans le cortex olfactif primaire. Celui-ci est divisé en quatre régions : le cortex piriforme, le noyau olfactif antérieur, le cortex péri-amygdalien et le cortex entorhinal. La caractéristique de l’olfaction est que cette modalité sensorielle est traitée dans du néocortex et du paléocortex (voir néocortex). Le cortex entorhinal est considéré comme un cortex de transition entre les deux, mettant en évidence la nature archaïque du système olfactif.  Le cortex olfactif est composé des tubercules olfactifs, des noyaux amygdaliens, du cortex piriforme et entorhinal. 

### Mémoire
Le cortex rhinal joue un rôle dans la mémorisation en recevant les informations issues des aires corticales associatives(représentation complexe réalisant la synthèse de différentes modalités sensitives, voir cortex associatif), puis en les transmettant au cortex parahippocampique qui lui succède et les transmettent à l’hippocampe. Ainsi, avec le cortex parahippocampique et l’hippocampe, il participe à la consolidation de la mémoire déclarative.  
L’atteinte de ces structures est responsable d’une amnésie antérograde sévère chez le patient HM, à qui il a été retiré la face médiane des lobes temporaux (voir lobe temporal). 
De la même façon, on peut remarquer que les plaques amyloïdes formées dans la maladie d’Alzheimer sont particulièrement localisées sur ces structures, notamment l’amygdale, l’hippocampe et le cortex entorhinal, ce qui expliquerait la centralisation des symptômes de cette maladie sur la mémoire. 

### Autres
Dans le cadre de réponses « réflexes », l'association des impulsions de l'œil et l'oreille se produit dans le cortex entorhinal.

## Sources bibliographiques
- Pinel, J. (2007). Biopsychologie. 6e édition. Paris : Pearson.
- Boisacq-Schepens, N. & Crommelinck, M. (2000). Neurosciences. Paris : Dunod.
- Bear, M. Connors, B. & Paradiso, M. (2007). Neurosciences, à la découverte du cerveau. 3e édition. Ed. Pradel.